# ソフィア・リリス
ソフィア・リリス（Sophia Lillis, 2002年2月13日 - ）は、アメリカ合衆国の女優。ニューヨーク、ブルックリン出身。
ホラー映画『IT/イット “それ”が見えたら、終わり。』（2017年）およびその続編『IT/イット THE END “それ”が見えたら、終わり。』（2019年）のベバリー・マーシュ役で知られている。また、Netflixのドラマシリーズ『ノット・オーケー』（2020年）では、超能力を持つティーンエイジャー役で主演を務めている。また、HBOの心理スリラー・ミニシリーズ『シャープ・オブジェクツ』（2018年）にも出演しており、エイミー・アダムスが演じるキャラクターの若き日を演じている。

## 経歴

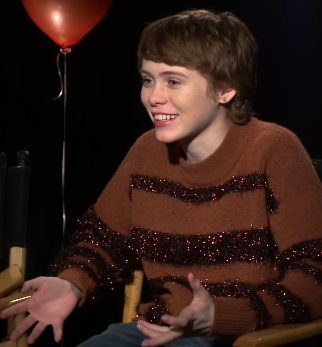
2018年

リリスは、2016年の映画『37』に出演して映画デビューを果たした。それ以前には、ライブショー用に撮影されていたJulie Taymor監督によるウィリアム・シェイクスピアの舞台作品『真夏の夜の夢』に脇役で出演していた。
2017年には、スティーブン・キングの同名小説を映画化したホラー映画[『IT/イット “それ”が見えたら、終わり。』で、主人公の一人であるベバリー・マーシュ役で出演し、注目を集めた。アンディ・ムスキエティ監督の『IT/イット “それ”が見えたら、終わり。』には、ジェイデン・マーテル、フィン・ウルフハード、ワイアット・オレフ、ビル・スカルスガルド、ジャック・ディラン・グレイザー、ジェレミー・レイ・テイラー、チョーズン・ジェイコブスも出演している。 同年末、シーアのミュージック・ビデオ『Santa's Coming for Us』でクリステン・ベルとダックス・シェパードの子どもの一人を演じた。
2018年、リリスはHBOのテレビ・ミニシリーズ『シャープ・オブジェクツ』に出演し、エイミー・アダムスが演じたカミーユ・プリーカーの少女時代を演じた。2019年、リリスはワーナー・ブラザースが映画化した『Nancy Drew and The Hidden Staircase』で10代の少女探偵ナンシーを演じた。本作の評価は賛否両論であったが、リリスの演技は賞賛された。また、2019年には『IT/イット THE END “それ”が見えたら、終わり。』でベバリー・マーシュ役を再び演じた。
2020年、リリスはドイツの童話「ヘンゼルとグレーテル」を再構築した『グレーテル&ヘンゼル』でグレーテルを演じた。この映画は500万ドルの予算に対して全世界で2200万ドルの興行収入を記録し、批評家からはおおむね好意的な評価を受け、そのほとんどが演技と映画撮影を賞賛していた。翌月、リリスはNetflixのオリジナルシリーズ『ノット・オーケー』で主役を演じた。同年末、『トゥルーブラッド』と『シックス・フィート・アンダー』のクリエイターであるアラン・ボールの自主制作映画『フランクおじさん』でポール・ベタニーと共演し、2020年11月にアマゾンプライムでプレミア上映された。
リリスは、クレア・マッカーシー監督の『The Burning Season』でナオミ・ワッツと共演することが決まっている。また、『Before I Sleep』にも出演する予定である。2021年3月、リリスが「ダンジョンズ&ドラゴンズ」の映画化作品に出演することが発表された。

## 出演

### 映画
| 公開年 | 邦題 原題                                                                            | 役名                          | 備考                         | 吹替       |
| ------ | ------------------------------------------------------------------------------------ | ----------------------------- | ---------------------------- | ---------- |
| 2013   | The Lipstick Stain                                                                   | Addie                         | 短編映画                     | N/A        |
| 2014   | A Midsummer Night's Dream                                                            | Rude Elemental                | Stage production filmed live | N/A        |
| 2016   | The Garden                                                                           | Luc                           | 短編映画                     | N/A        |
| 2016   | 37                                                                                   | Debbie Bernstein              |                              | N/A        |
| 2017   | Tiny Mammals                                                                         | Sophia                        | 短編映画                     | N/A        |
| 2017   | IT/イット “それ”が見えたら、終わり。 It                                              | ベバリー・マーシュ            |                              | 近藤唯     |
| 2019   | ナンシー・ドリューと秘密の階段 Nancy Drew and the Hidden Staircase                   | ナンシー・ドリュー            | [ 17 ]                       | 近藤唯     |
| 2019   | IT/イット THE END “それ”が見えたら、終わり。 It: Chapter Two                         | ベバリー・マーシュ （幼少期） |                              | 近藤唯     |
| 2019   | The Burning Season                                                                   | Celia                         | [ 18 ]                       | N/A        |
| 2020   | フランクおじさん Uncle Frank                                                         | ベス・ブレッドソー            |                              | おまたかな |
| 2020   | グレーテル&ヘンゼル Gretel & Hansel                                                  | グレーテル                    |                              | N/A        |
| 2023   | ダンジョンズ&ドラゴンズ/アウトローたちの誇り Dungeons & Dragons: Honor Among Thieves | ドリック                      |                              | 南沙良     |
| 2023   | アステロイド・シティ Asteroid City                                                   | シェリー                      |                              | 梁純夏     |
| TBA    | Trap House                                                                           |                               |                              |            |

### テレビドラマ
| 公開年 | 邦題 原題                                | 役名                           | 備考                             | 吹替   |
| ------ | ---------------------------------------- | ------------------------------ | -------------------------------- | ------ |
| 2012   | The Real Housewives of New York City     | Herself                        | [ 19 ]                           | N/A    |
| 2018   | シャープ・オブジェクツ Sharp Objects     | 少女時代のカミール・プリーカー | 心理スリラードラマ・ミニシリーズ |        |
| 2020   | ノット・オーケー I Am Not Okay With This | シドニー・ノヴァク             | メインキャスト                   | 近藤唯 |
| 2020   | Acting for a Cause                       | Helen                          | Episode: "Jane Eyre"             | N/A    |

### ミュージックビデオ
| 年   | アーティスト     | タイトル                | 備考 |
| ---- | ---------------- | ----------------------- | ---- |
| 2017 | The War on Drugs | "Nothing to Find"       |      |
| 2017 | シーア           | "Santa's Coming for Us" |      |